# Paramuschir
Paramuschir (russisch Парамушир, japanisch 幌筵島, Paramushiru-tō, vom Ainu-Wort für „breite Insel“) ist eine zu Russland gehörende (nördlichste) Insel der nördlichen Kurilengruppe.

## Geographie
Die Fläche der Insel beträgt 2053 km². Damit ist Paramuschir die größte Insel der nördlichen Kurilen und nach Iturup zweitgrößte Insel der Kurilen überhaupt. Ihre Länge beträgt über 100 km, die Breite 20 bis 30 km.
Paramuschir ist im Nordosten durch die Zweite Kurilenstraße (minimale Breite 2 km) von der Insel Schumschu getrennt, im Nordwesten durch die Alaid-Straße von der Atlassow-Insel (mit dem Vulkan Alaid, 20 km), im Südwesten durch die Luschin- oder Dritte Kurilenstraße von der Anziferow-Insel (15 km) und im Süden durch die Vierte Kurilenstraße von Onekotan (55 km).
Das Rückgrat der Insel bilden der Wernadski-Kamm (хребет Вернадского/ chrebet Wernadskogo; benannt nach Wladimir Wernadski) im Nordostteil sowie der Karpinski-Kamm (хребет Карпинского/ chrebet Karpinskogo; nach dem Geologen Alexander Karpinski) im Südwesten, beide vulkanischen Ursprungs.
Fünf der Vulkane, die die Insel gebildet haben, sind aktiv oder potentiell aktiv. Von Norden nach Süden sind das der Ebeko (1156 m) im Wernadski-Kamm nahe Sewero-Kurilsk, der Tschikuratschki (1816 m, höchste Erhebung der Insel) und sein Nebenkegel Tatarinow (1530 m) am Nordende der Karpinski-Kette, der Fuss (1772 m) isoliert auf einer an der Westküste ins Ochotskische Meer hinausragenden Halbinsel, sowie der Karpinski (1345 m) am Südende des Karpinski-Kammes.
Rund um die Insel ragt eine Vielzahl kleiner Inseln, Felsen und Riffe aus dem Meer. Die Insel Togari (auch Hanimushir) erreicht eine Höhe von 47 Metern.
Administrativ gehört Paramuschir zum Rajon Sewero-Kurilsk (Nordkurilen) der Oblast Sachalin, mit der Stadt Sewero-Kurilsk als Verwaltungszentrum, welches sich nahe der Nordostküste der Insel befindet und heute den einzig ständig bewohnten Ort der Insel darstellt. Die früher existierenden Siedlungen Anziferowa (Анциферова), Wassiljewo (Васильево), Galkino (Галкино), Kamenisty (Каменистый), Kitowy (Китовый), Majorowo (Майорово), Okeanskoje (Океанское), Pribreschny (Прибрежный) und Schelechowo (Шелехово) wurden entweder von einem verheerenden Tsunami am 5. November 1952 zerstört oder später von ihren Bewohnern verlassen.

## Flora und Fauna
Die Berghänge der Insel sind bis zu einer Höhe von etwa 600 Metern von Zwergkiefern- und Erlenknieholz bewachsen, welches reich an Beeren (Preiselbeere, Rauschbeere, Allackerbeere, Schwarze Krähenbeere) und Pilzen ist. Die Uferterrassen und Flusstäler sind von Wiesen bedeckt.
Auf Paramuschir leben etwa 100 Braunbären, außerdem Rotfüchse, Schneehasen und Hermeline, an den Küsten Seeotter.
Im größten Fluss der Insel, der etwa 20 km langen Tucharka (auch Todoroki), die östlich des Karpinski-Kammes in südlicher Richtung fließt, befinden sich Laichplätze von Buckellachs, Rotlachs und Silberlachs.

## Geschichte
Die Insel wurde wegen ihrer Nähe zum Festland schon im 18. Jahrhundert von russischen Jägern und (Pelztier-)Händlern aufgesucht. Die ersten verlässlichen Informationen lieferten Danila Anzyferow und Iwan Kosyrewski 1711.
Zusammen mit den anderen Kurileninseln gehörte das zuvor nur von Ainu bewohnte Paramuschir seit 1875 (Vertrag von Sankt Petersburg) zu Japan. Während der Zeit der Zugehörigkeit zu Japan entstand die heutige Stadt Sewero-Kurilsk und die Wirtschaft begann sich zu entwickeln, vor allem der Fischfang in industriellem Maßstab. Es entstand aber z. B. auch eine Jodfabrik. 
Schon früh zur nach Schumschu nördlichsten japanischen Militärbasis ausgebaut, wurden hier 1940 Einheiten der 7. Division der japanischen Armee stationiert und deren Stellungen in Folge stark befestigt. Im Zweiten Weltkrieg wurde die Insel von 1943 bis zum Kriegsende sporadisch von USAAF und US Navy von den Aleuten aus angegriffen. Am 12. April 1945 war sie der Hauptstützpunkt der neu gebildeten 91. Division zur Verteidigung der östlichen Kurilen. Nach der sowjetischen Kriegserklärung am 8. August 1945 begann die Rote Armee mit der Invasion auf Paramuschir. Nach heftigen Kämpfen, die sich auch auf die Nachbarinsel Schumschu erstreckten und bei denen auf beiden Seiten tausende Soldaten starben, kapitulierten die japanischen Truppen am 23. August. Nach Kriegsende erklärte die Sowjetunion alle Kurileninseln, also auch Paramuschir, zu ihrem Staatsgebiet, was Japan 1951 im Vertrag von San Francisco anerkannte (außer für die Südkurilen, siehe Kurilenkonflikt).
Am 5. November 1952 war Paramuschir Zentrum eines von einem Tsunami in Mitleidenschaft gezogenen Gebietes. Über ein Drittel der Inselbevölkerung von über 6.000 Einwohnern kam ums Leben und praktisch alle Orte wurden zerstört.